# Плаге, Гётц Дитер
Гётц Дитер Плаге (нем. Götz Dieter Plage) (14 мая 1936, Белиц, Бранденбург, Германия — 3 апреля 1993, Суматра) — немецкий кинооператор, снимавший документальные фильмы о дикой природе.
Стать оператором-документалистом и снимать фильмы о дикой природе Дитера Плаге вдохновила работа Бернхарда Гржимека, директора Франкфуртского зоопарка, который также снимал фильмы о природе для немецкого телевидения. В 1958 г. Плаге едет в южную Африку, где работает внештатным фотографом. По рекомендации профессора Гржимека он в 1968 г. присоединился к Одри Бакстон и начал снимать фильмы для телевизионного сериала «Survival», который выпускается находящимся в Великобритании отделом естествознания студии «Anglia Television» компании «ITV Network».
Работа Плаге в рамках цикла «Survival» вскоре приобрела международную известность. Он часто снимал с риском для жизни, как например, во время съёмок фильма в горах Вирунга в Конго, когда он бежал, держа наготове кинокамеру, за крупным серебристоспинным самцом горной гориллы. В 1970 году в Эфиопии на озере Шала он снимал пеликанов, плавая совсем рядом с ними. Для этого Дитер установил на плавучую платформу полое внутри чучело пеликана, в передней части которого была установлена кинокамера. Одетый в гидрокостюм он залезал под эту конструкцию, просунув в чучело голову и руки, и находясь почти полностью под водой, подплывал к стае пеликанов, которые, принимая его за своего сородича, подпускали совсем близко. Однако после примерно 50 часов таких съёмок сода, в большом количестве содержащаяся в воде озера, разъела гидрокостюм и оставила на коже Дитера обширные ожоги. Двумя годами позже во время съёмок в Маньяре (Танзания) Плаге едва уцелел после нападения разъярённого самца слона, находясь всего на волосок от смерти.
Документальные фильмы о дикой природе, снятые Дитером Плаге для сериала «Survival», многократно получали различные награды. Среди них «Горилла» (Gorilla, 1974), «Семья, живущая среди слонов» (The Family That Lives With Elephants, 1975), «Лесные сироты» (Orphans of the Forest, 1976), «Тигр, тигр» (Tiger, Tiger, 1977), «Леопард, изменивший свои пятна» (The Leopard That Changed Its Spots, 1979), «Холод на экваторе» (Cold on the Equator, 1988), «Таинственный мир летучих мышей» (The Secret World of Bats, 1991). Его последними фильмами были «A Brush with Nature» и «Drawn to the Wild», которые он снимал вместе со своим другом немецким художником Вольфгангом Вебером (Wolfgang Weber). Он снял для «Survival» больше фильмов, чем любой другой кинооператор, его работы были показаны по телевидению более 100 стран мира. Плаге также снимал для цикла «Созданные убивать» (Built for the Kill) канала «National Geographic» и для немецкого телевидения. 18 лет, проведённые им в Африке, он описал в книге «Дикие горизонты: кинооператор в Африке» (Wild Horizons: A Cameraman in Africa), изданной в 1980 году издательством «Collins» в Лондоне. Вместе со своей женой Мари (Mary), которая работала рядом с ним, Дитер также писал статьи для журнала «National Geographic».
Погиб Дитер Плаге в апреле 1993 года во время эксперимента с прототипом нового миниатюрного дирижабля. Он снимал фильм на Суматре, управляя этим судном, которое находилось непосредственно над пологом дождевого леса. Потеряв контроль, дирижабль запутался в верхушках деревьев и стал разваливаться. Дитер погиб, отстегнув ремень безопасности в попытке дотянуться до камеры, чтобы её спасти. Этот трагический случай стал центральной темой документального фильма Вернера Херцога и Грэма Доррингтона «Белый бриллиант», снятого в 2004 году в Гайане.